# Kleinoogspeldenknopje
Het kleinoogspeldenknopje (Zabrachia minutissima) is een vliegensoort uit de familie van de wapenvliegen (Stratiomyidae). De wetenschappelijke naam van de soort is voor het eerst geldig gepubliceerd in 1838 door Zetterstedt.